# Helena Studler
Helena Studler (Amiens, 1891 - Clermont-Ferrand, 1944) va ser una monja francesa de les Filles de la Caritat que va salvar la vida de 2.000 persones dels camps de presoners durant la Segona Guerra Mundial, una d'elles François Mitterrand.

## Biografia
Va ingressar a les Filles de la Caritat el juny de 1912. En l'inici de la Segona Guerra Mundial, es trobava a l'asil de Sant Nicolau de Metz. Viu les dures conseqüències de la guerra del 1940, amb presoners francesos morts de fam pel carrer. S'organitza per demanar donacions dels ciutadans d'Amiens per donar menjar i beure als presoners abans que siguin enviats a camps de concentarció. Potseriorment, decideix anar directament als camps de concentració de Sarrebrück, Stuttgart, Manheim, Nuremberg, Karlsruhe i Wiebaden. El juliol de 1940 ajuda a fugar-se a dos oficials francesos presos i durant els següents mesos la línia d'evasió darrera les línies alemanyes es consolida. Per ordre de la Creu Roja, dos cops per setmana Helena va en camió a Nancy, fet que aprofita per endur-se els presoners a la França lliure. Studler fins i tot va fabricar licor de fruites clandestinament per poder subornar als soldats nazis i entrar als camps de concentració. També elaborava botes amb doble fons per alliberar els presoners.
Ben aviat diverses persones s'uneixen a la xarxa humanitària que ha creat Studler. Detinguda el febrer de 1941 després d'una evasió que no va acabar bé, és interrogada 18 vegades en tres dies i condemnada a un any de presó. No obstant, en el moment de ser traslladada a Sarrebrück, un metge alemany diu que està molt dèbil i el juliol de 1941 l'envia a la seva pròpia comunitat. Quan es recupera, Studler no dubte en continuar amb la feina de salvament dels presos. Entre els 2.000 presoners que va salvar hi havia el sacerdot Maiers, futur bisbe de Burdeus, i el qui seria president francès François Miterrand. Després d'una visita de la policia l'estiu del 1942, se'n va de Metz a la França no ocupada, a Lió, on ajuda els refugiats que arriben a l'Hospital de Sant Josep. Finalment morirà de càncer el novembre de 1944, amb 53 anys. El govern francès la va descriure com "un element essencial de la resistència".

## Pel·lícula
El 2017 es va estrenar la pel·lícula Red de libertad sobre Helena Studler, del director Pablo Moreno. A la pel·lícula participen Assumpta Serna, Luisa Gavasa, Gabriel Latorre o Laura Contreras.